# 배병우 (사진가)
배병우(裵炳雨, 1950년 5월 22일 ~ )는 대한민국의 사진가이자 대학 교수이다. 본관은 성주(星州)이며, 전라남도 여수시 출신이다. ‘소나무 시리즈’ 사진으로 유명하며, 소나무, 바다, 산 등 한국의 정서를 표상하는 경관을 사진으로 담아 붓 대신 카메라로 그림을 그린다는 평을 받고 있는 대한민국의 대표적 사진작가이다.

## 생애
배병우는 1950년 전라남도 순천에서 태어나 여수에서 유년기를 보냈다. 1974년 홍익대학교 미술대학을 졸업하였고, 1976년 동 대학원을 졸업하였다.
2005년 영국의 팝 가수 엘튼 존이 그의 소나무 사진을 구입하면서 세계적으로 이름을 얻는 계기가 되었다. 이명박 전 대통령은 워싱턴 정상회담 때 버락 오바마 미국 대통령에게 배병우의 소나무 사진집을 선물하기도 하였다.
서울예술대학교 사진과 교수와 독일 빌레펠트 대학교 사진디자인과 연구교수를 역임하였다. 서울예술대학교 교수 시절 제자들을 상대로 성희롱과 성추행을 상습적으로 하였음을 인정하고 공식 사과하였다.
2010년 G20 정상회담 개최를 앞두고 이 국가들의 문화대표들이 함께한 C20(Culture 20)의 한국 대표 예술가로 선정되었다.
2006년 제28회 이중섭미술상 수상자로 선정되었는데, 1988년 이 상이 제정된 이후 사진가 수상은 처음으로 기록되었다.

## 사진집
- 《청산에 살어리랏다》 2005년 ISBN 9788930101769
- 《창덕궁》 2009년 ISBN 9788992074353